# Anti Feminism
Ne doit pas être confondu avec Antiféminisme.
 (août 2017).
Anti Feminism, stylisé ∀NTI FEMINISM, est un groupe (one man band) de punk hardcore japonais. Il est formé en 1991 par Kenzi. Aucun des autres membres n'est considéré comme officiel. Les membres qui contribueront au groupe sont originaires du Japon, notamment de Tokyo, Osaka, Sapporo, Fukuoka, et Nagoya. En 2007, Anti Feminism tourne en Europe et aux États-Unis avec Hagakure.

## Biographie
L'histoire du groupe commence le 8 novembre 1991 après un premier concert au Meguro Live Station. La première formation se compose de Kiyoshi (ex-Kamaitachi) au chant, Jill et Tappei aux guitares, KO・・ à la basse, et Hiroshi (ex-AIDS) à la batterie. Malgré ce bon début, le groupe ne dure pas longtemps, et leur carrière se termine par un concert durant l'événement promotionnel pour l'omnibus Gimmick en 1993. Tappei et KO ・・ disparaissent de la scène, Jill deviendra membre du label Anarchist Records, et Hiroshi rejoint le groupe Cascade jusqu'en 2002.
Kiyoshi, après avoir changé de nom de scène pour devenir Kenji, forme le groupe Sister's no Future avec Tommy Dynamite. Après la fin de cette collaboration, il forme The Dead Pop Stars et son propre label, Anarchist Records. En août 1998, Kenzi reforme Anti Feminism avec Takayuki (The Piass), Kisaki (Mirage), et K-suke (Vasalla). Ils se produisent ensemble à plusieurs reprises sur scène avant de lancer leur propre événement nommé Bakuretsu Toshi. Durant la troisième édition du Bakuretsu Toshi, le groupe publie sa première démo Japanese NO. Par la suite, le groupe ne connaîtra que des changements de formation. Le groupe assistera à l'allée et venue de musiciens assez peu connus comme Arata (ex-SKULL, k@mikaze) ou Haruki (ex-Orivia). La plupart des membres de session du groupe viennent d'Anarchist Records ou Matina.
À la fin 2004, le groupe effectue sa première tournée avec Deadly Sanctuary, un groupe formé par deux anciens membres d'Anti Feminism. 
En juin 2008, Anti Feminism publie son best-of Kyousouroku. En novembre 2008, ils publient un DVD live, Manatsu no kichigai, en édition limitée.
En 2009, Kenzi fait partie du projet The Killing Red Addiction.

## Membres
- Kenzi (ex- C.D.N. Ken chan) - chant

### Membres invités
- Shizuki (Miura-Kaigan) - batterie
- Ruiji (ex-The Piass, The Dead Pop Stars) - basse
- Shogo - guitare

### Anciens membres
- Tappei - guitare (1991-1992)
- Jill - guitare (1991-1992)
- KO・・ - basse (1991-1992)
- Hiroshi - batterie (1991-1992)
- You-ya - batterie (1999)
- Kirala - chant (1999-2000)

## Discographie

### Albums studio
- 2003 : Kyohan Sabetsu Hinichijouteki
- 2008 : Kyousouroku
- 2010 : Nihon wa Shizumu

### Singles et EP
- 2008 : 15-Sai
- 2011 : Malicious Power

### Démos
- 1999 : Japanese No
- 2000 : Majime na Ningen wa Shinubeki de Aru
- 2001 : To Sick People: Boku wa Genki ni Shindemasu
- 2002 : Mujouken Koufuku Suru ka, Nou ka
- 2003 : Kami ga Ataeta Futsuu de Nai Mono e no Shuudanteki Kakushinhan